# Lester James Peries
Lester James Peries (Dehiwala-Mount Lavinia, 5 de abril de 1919 — Sri Lanka, 28 de abril de 2018) foi um cineasta, roteirista e produtor cinematográfico do Sri Lanka.